# Luty 2008 w sporcie
Zobacz też: Luty 2008 · Zmarli w lutym 2008 · Luty 2008 w Wikinews
- 1 – 3 lutego --- łyżwiarstwo figurowe --- ciąg dalszy Mistrzostw Polski. Zawody rozegrane w Krynicy w kategorii Juniorów, były połączone z Pucharem Polski Młodzików, będącym odpowiednikiem MP dla najmłodszych kategorii wiekowych,
- 11 – 17 lutego --- łyżwiarstwo figurowe --- Mistrzostwa Czterech Kontynentów,
- 25 lutego – 2 marca --- łyżwiarstwo figurowe --- Mistrzostwa Świata Juniorów, rozgrywane w Sofii. We wszystkich kategoriach wiekowych wystąpili Polacy.